# Tonight, Tonight
”Tonight, Tonight” är en låt av det amerikanska rockbandet The Smashing Pumpkins, skriven av bandets frontman Billy Corgan. Det är den fjärde singeln från albumet Mellon Collie and the Infinite Sadness och gavs ut i april 1996. ”Tonight, Tonight” hyllades av kritiker och blev kommersiellt väl mottagen vid utgivningen. Även musikvideon till låten var framgångsrik och vann flera priser.
En kortare, akustisk version av låten, med titeln ”Tonite Reprise”, var med som b-sida på singeln samt på trippel‐LP‐versionen av Mellon Collie and the Infinite Sadness. Denna singel fanns även senare med på en utökad variant av samlingsboxen The Aeroplane Flies High. Vidare återfinns låten på gruppens greatest hits‐album Rotten Apples.

## Bakgrund
Billy Corgan började skriva material till uppföljaren till Siamese Dream efter albumets turné. Dock påbörjades inspelningen av ”Tonight, Tonight” redan under Siamese Dream‐turnén då Corgan bokade in bandet hos en lokal Chicago‐studio för att spela in alla deras låtidéer på band.

## Låtskrivandet
”Tonight, Tonight” är skriven i G‐dur, men framförs med instrumenten nedstämda en halvton, vilket innebar att den faktiska tonarten istället är G♭‐dur. Under de ursprungliga inspelningssessionen skrevs ”Tonight, Tonight” inledningsvis i C‐dur. Corgan var dock inte kapabel att sjunga låten i C‐dur, så han skrev en annan version under Mellon Collie and the Infinite Sadness‐inspelningarna som anpassades till hans röstomfång. Stråkinstrumenten i låten spelas av Chicago Symphony Orchestra. Billy Corgan sade att inspelningen med en 30‐mans orkestergrupp för låten ”var troligtvis en av de mest spännande inspelningsupplevelser jag någonsin haft.”
Textmässigt hänger ”Tonight, Tonight” ihop med resten av låtarna från konceptalbumet Mellon Collie and the Infinite Sadness, som en symbol för kretsloppet för liv och död. Texten till låten har beskrivits som ”en berättelse om iver och begär” och har jämförts med Robert Herricks dikt ”To the Virgins, to Make Much of Time”.

## Mottagande
”Tonight, Tonight” mötte överlag positiv kritik. Allmusics resecent Amy Hanson skrev att låten ”får in en känslomässig träff”. Jim Alexander på NME beskrev låten som ”virvlande [och] storslagen”. Times resecent Christopher John Farley beskrev låten som ”en expansiv rockhymn, komplett med stegrande gitarrer och en 30‐mans stråkorkester”. Entertainment Weeklys resecent David Browne hyllade användandet av stråkinstrument i låten och sade att det ”vispades till frenesi av orkanliknande stråkar”. I Mellon Collie and the Infinite Sadness inlägg i Rolling Stones The 500 Greatest Albums of All Time hyllades ”Tonight, Tonight” som ”the Pumpkins at their finest”.
Trots att ”Tonight, Tonight” aldrig kom i närheten av ”1979” på topplistorna var den bland de mest framgångsrika singlarna från Mellon Collie and the Infinite Sadness. Dess högsta placering på någon nationell lista var tvåa på Nya Zeelands singellista. Dess högsta placering i USA var fyra på Billboard‐listan Hot Mainstream Rock Tracks. Den hamnade också femma på Modern Rock Tracks samt plats 36 på Billboard Hot 100. Låten hamnade även på listor i andra länder, plats sju på Storbritanniens singellista (i Storbritannien kom den att bli bandets signaturlåt) och plats 21 på Australiens singellista den 9 juni 1996. Bland andra länder vars topplistor den hamnade på var Nederländerna där den nådde plats 46, Belgien där den nådde plats 39 och Sverige där den nådde plats 58.

## Musikvideo

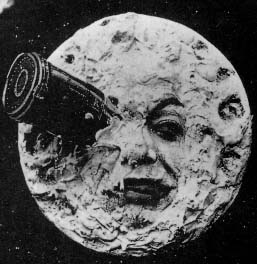
Musikvideon till ”Tonight, Tonight” är inspirerad av stumfilmen Resan till månen.

Musikvideon regisserades av Jonathan Dayton och Valerie Feris och i rollerna medverkar Tom Kenny och Jill Talley. Den ursprungliga idén var en video med Busby Berkeley‐stuk, kompletterad med ”människor som dyker i champagneglas”. Bandet var redo att börja producera videon när de upptäckte att Red Hot Chili Peppers redan hade gjort en video med liknande stil till deras låt ”Aeroplane”, vilken var näst intill identisk med det de ville göra. Den andra idén till videon var att bandet skulle spela på en surrealistisk scen, kamerorna skulle riktas mot publikens ögon och åskådaren skulle få se den personens vision av låten. Det tredje och sista konceptet inspirerades av Georges Méliès stumfilm Resan till månen och kom från regissörerna Jonathan Dayton och Valerie Faris, som hade fått idén då omslaget till Mellon Collie and the Infinite Sadness hade påmint dem om tidiga stumfilmer. Därav spelades videon in i liknande stuk med teaterliknande bakgrund och primitiva specialeffekter.
I början hade Dayton och produktionsgruppen problem med att hitta kläder till videon då filmen Titanic samtidigt spelades in i Los Angeles. Titanic‐regissören James Cameron hade hyrt nästan alla sekelskifteskläder i staden, vilket lämnade lite kvar åt produktionsgruppen för ”Tonight, Tonight”‐videon. Regissörerna Dayton och Faris kompromissade genom att hyra de kvarblivande kostymerna samt anlita designers för att göra om dem till de fulländade kostymer som syns i videon. Videon tog tre dagar att spela in.
Videon, som hade premiär i maj 1996, inleds med en grupp personer som firar uppskjutningen av en zeppelinare till månen. Tom Kennys rollfigur kysser Jill Talleys rollfigur på handen medan paret kliver in i zeppelinaren, som hölls mot marken med ett rep av personer i sjömanskostymer. Zeppelinaren närmar sig månen, som har ett liknande ansikte som i Resan till månen. Samtidigt visas insprängda scener där bandet uppträder i liknande sekelskifteskläder och där de spelar på äldre, akustiska instrument. Paret hoppar sedan av zeppelinaren och faller ner mot månens yta. Plötsligt dyker flera hotfulla humanoidaliens upp och omringar paret. Jill Talleys rollfigur försvarar sig själv genom att slå på några av varelserna med sitt paraply. Paret rymmer på en raket, lik den i Resan till månen, och landar i havet där en sjövarelse som påminner om havsguden Poseidon uppträder för dem tillsammans med bland annat en bläckfisk, sjungande sjöjungfrur och en sjöstjärna. Han skickar därefter tillbaka paret till ytan i en bubbla. I slutet räddas de av ett skepp som har namnet ”S.S. Méliès”, som en referens till filmregissören.
Musikvideon fick positiv kritik och vann flera priser. Corgan kommenterade att ”I don’t think we’ve ever had people react [like this]... it just seemed to touch a nerve.” Den vann sex priser vid MTV Video Music Awards 1996: Video of the Year, Best Direction, Best Special Effects, Best Art Direction, Best Cinematography, samt Breakthrough Video. ”Tonight, Tonight” nominerades till Viewer’s Choice och Best Editing, och var också nominerad till Best Short Form Music Video vid 1997 års Grammy Awards. Den anses fortfarande vara en av de bästa musikvideorna någonsin och har rankats nummer 40 på Stylus Magazines lista över topp 100 musikvideor någonsin.

## Låtlista
”Tonight, Tonight”‐singeln gavs ut i två olika versioner innehållande olika b‐sidor, en standardsingel och en inkluderad i samlingsboxen The Aeroplane Flies High. Samtliga låtar skrivna av Billy Corgan.
- Amerikansk CD‐singel[23]

1. ”Tonight, Tonight” – 4:15
2. ”Meladori Magpie” – 2:41
3. ”Rotten Apples” – 3:02
4. ”Medellia of the Gray Skies” – 3:11

- The Aeroplane Flies High‐singeln[1]

1. ”Tonight, Tonight” – 4:15
2. ”Meladori Magpie” – 2:41
3. ”Rotten Apples” – 3:02
4. ”Jupiter’s Lament” – 2:30
5. ”Medellia of the Gray Skies” – 3:11
6. ”Blank” – 2:54
7. ”Tonite Reprise” – 2:40

## Listplaceringar
| Lista (1996)                     | Högsta position |
| -------------------------------- | --------------- |
| Kanada RPM Singles Chart         | 32              |
| Kanada RPM Alternative 30        | 2               |
| USA Billboard Modern Rock Tracks | 5               |
| USA Billboard Hot 100            | 36              |

## Medverkande
- Billy Corgan – sång, gitarr, producent, omslag
- James Iha – gitarr på ”Tonight, Tonight” och ”Medellia of the Gray Skies”
- D’arcy Wretzky – bas på ”Tonight, Tonight” och ”Medellia of the Gray Skies”
- Jimmy Chamberlin – trummor på ”Tonight, Tonight”
- Dennis Flemion och Jimmy Flemion – instrumentation på ”Medellia of the Gray Skies”
- Jeff Moleski – ljudtekniker
- Flood – producent av ”Tonight, Tonight”
- Alan Moulder – producent av ”Tonight, Tonight”
- Howie Weinberg – mastering

All information hämtad från Allmusic.

## Covers
Det amerikanska electropopbandet Passion Pit har spelat in en cover på ”Tonight, Tonight” som finns med på Levi’s Pioneer Sessions 2010 Revival Recordings. Denna version medverkade också i Teen Wolf‐avsnittet ”Pack Mentality” och i andra säsongen av den norska serien Skam.